# Терехове (Конотопський район)
Терехове́ —  село в Україні, у Кролевецькій міській громаді Конотопського району Сумської області. Населення становить 150 осіб. До 2020 орган місцевого самоврядування — Добротівська сільська рада.

## Географія
Село Терехове знаходиться на березі спрямленного русла річки Стрижень або Коропець, нижче за течією на відстані 1 км розташоване село Добротове. На відстані 1,5 км розташоване село Майорівка.

## Символіка
На гербі зображена гуска, яка пливе по місцевій річці Стрижень, яка протікає через село. Зелене і жовте тло означають ліса і поля навколо села.

## Історія
В описі Новгородсіверського намісництва (1779-1781) згадується хутір Тереховий на річці Тереховій, володіння бунчукового товариша Антона Милорадовича і хутір Лободовщина на річці Тереховій, володіння бунчукового товариша Данила Бутовича.
З 1917 — у складі УНР, з квітня 1918 — у складі Української Держави Гетьмана Павла Скоропадського. З 1921 тут панує стабільний окупаційний режим комуністів, якому чинили запеклий опір місцеві мешканці. 1932 комуністи вдалися до терору голодом. 1941 село нарешті визволене від комуністів, відновилося релігійне життя, розігнали рабські колхози, а окремим людям по реституції майна повертали награбовані комуністами хати й господарські споруди. Проте 1943 комуністи знову захопили село, арештувавши під виглядом мобілізації практично все чоловіче населення. Незабаром більшість чоловіків козацького походження вони довели до смерті на фронтах Другої світової війни. 
Колишній хутір Лободовщина посідає особливе місце в локальній комуністичній пропаганді, оскільки 1919 тут нібито було організована "Комуна «Світанок»". 1931 року Комуна «Світанок» була переіменована в колективне господарство Калініна, а люди почали голодувати. Хутор Лободовщина після масових убивств голодом 1932-1933 приєднано до с. Терехове.
12 червня 2020 року, відповідно до розпорядження Кабінету Міністрів України № 723-р «Про визначення адміністративних центрів та затвердження територій територіальних громад Сумської області», село увійшло до складу Кролевецької міської громади.
19 липня 2020 року, в результаті адміністративно-територіальної реформи та ліквідації Кролевецького району, увійшло до складу новоутвореного Конотопського району.